# Mangsön
Mangsön är en ö i Finland. Den ligger i sjön Lojo sjö och i kommunerna Lojo och Raseborg och landskapet Nyland, i den södra delen av landet, 60 km väster om huvudstaden Helsingfors. Öns area är 17,1 hektar och dess största längd är 0,6 kilometer i nord-sydlig riktning.